# Margarete von Galen

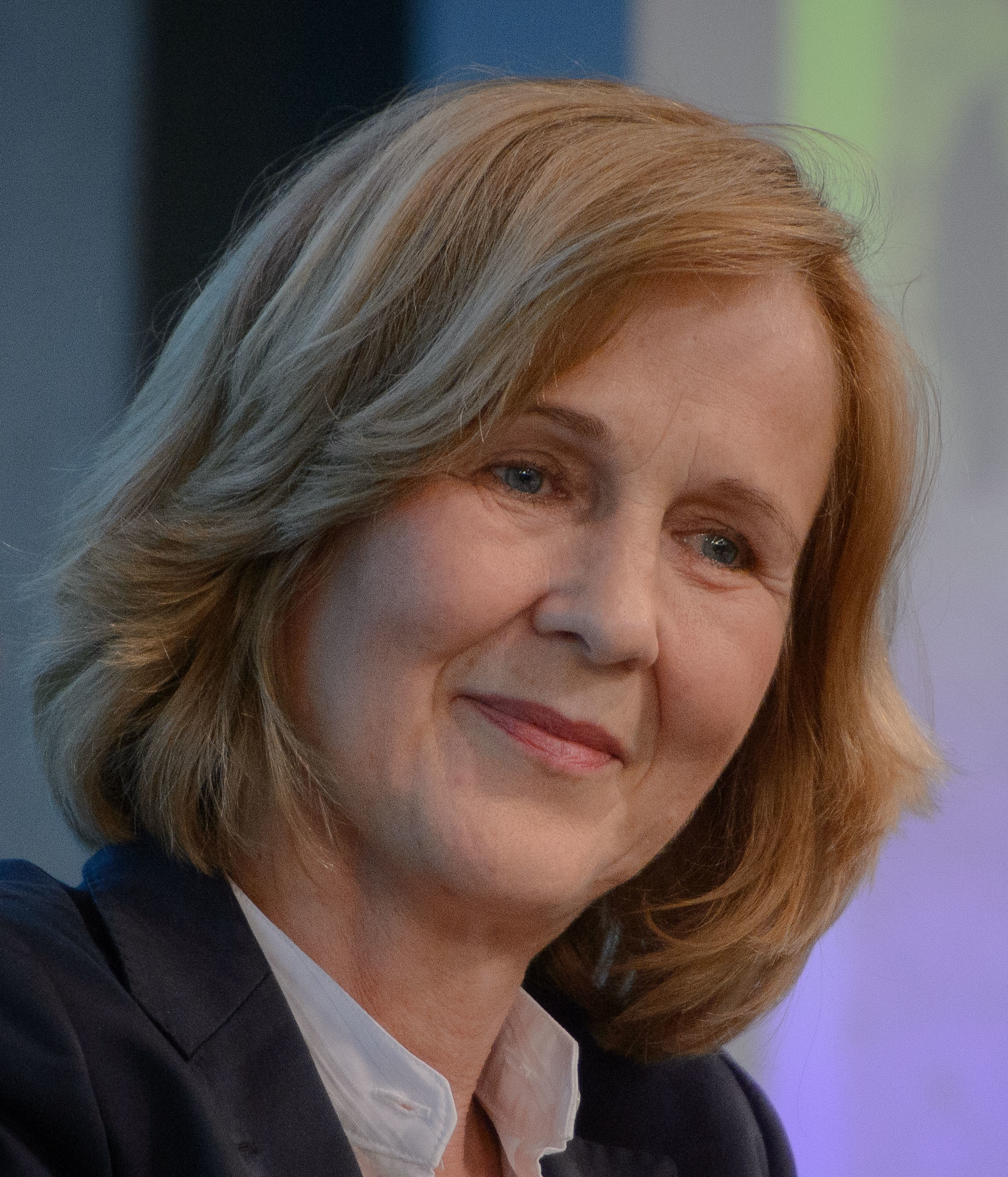
Margarete von Galen, 2014

Margarete Gräfin von Galen (geboren 1955 in Köln, Geburtsname von Wedel) ist eine deutsche Juristin, Rechtsanwältin und Richterin.

## Leben und beruflicher Werdegang
Margarete von Galen studierte Rechtswissenschaft mit Schwerpunkt Wirtschaftsstrafrecht in Heidelberg, Lausanne, Bonn und München.
2004 wurde sie an der Humboldt-Universität zu Berlin mit einer Dissertation zum Thema Rechtsfragen der Prostitution promoviert.
Sie ist seit 1983 Rechtsanwältin und seit 1999 Fachanwältin für Strafrecht. Von Galen ist freiberuflich als Rechtsanwältin tätig, ab 2009 bei der Anwaltssozietät GMBS in Berlin und seit 2014 in eigener Kanzlei. Ihre Tätigkeitsschwerpunkte liegen auf dem Gebiet des Strafrechts, beim Wirtschaftsstrafrecht, auf dem Gebiet des Verwaltungsrechts sowie Rechtsfragen zur Prostitution.
Vom 3. Juli 2014 bis zum Sommer 2023 war von Galen Mitglied des Verfassungsgerichtshofs des Landes Berlin. Sie wurde von der Fraktion der Grünen im Berliner Abgeordnetenhaus nominiert.
Margarete von Galens Ehemann, Michael von Galen, war Ururenkel des Johann Matthias Graf von Galen (des Großvaters des seliggesprochenen Kardinals Clemens August Graf von Galen). Michael von Galen verstarb 1997. Dadurch wurde sie zur alleinerziehenden Mutter von vier Kindern (das jüngste davon war beim Tod des Vaters neun Monate alt). Margarete von Galen lebt in Potsdam.

## Politik
1983 trat sie der Grünen-Vorläuferin Alternative Liste bei und war dort mit den Schwerpunkten Rechtspolitik und Inneres aktiv. 1987 wurde sie Mitglied des Landesvorstands.
1989 kandidierte von Galen innerhalb der ‚Alternativen Liste für Demokratie und Umweltschutz‘ (dem Vorläufer von Bündnis 90/Die Grünen Berlin) für das Amt der Senatorin für Familie, Jugend und Frauen und unterlag nur sehr knapp der späteren Senatorin Anne Klein.
1991 trat von Galen aus der Alternativen Liste aus mit u. a. dem Hinweis, nun stehe der Name Christian Ströbele unter einem Gesetzentwurf zur Verschärfung der Sicherungsverwahrung; fortan wie auf dem Titel ihrer Dissertation nutzte sie wieder ihren Nachnamensteil „Gräfin“.

## Positionen
Von Galen, Autorin der Rechtsfragen der Prostitution nach dem Prostitutionsgesetz von 2002, verteidigte das Gesetz 2013 gegen die heftige Kritik Alice Schwarzers und des von ihr initiierten Appells gegen Prostitution. In einem Interview mit Legal Tribune Online sagte sie, es sei unbestreitbar, dass viele Frauen der Prostitution gern und freiwillig nachgingen, und nicht unter der Prostitution an sich litten, sondern unter der sozialen Stigmatisierung, zu der Schwarzer maßgeblich beitrage. Sie gehörte zu den Mitunterzeichnerinnen des Appell FÜR Prostitution.
Im Dezember 2000 erstritt sie vor dem Berliner Verwaltungsgericht das Aufsehen erregende Urteil, Prostitution sei nicht sittenwidrig.
2019 wies von Galen bei einer Podiumsdiskussion zum Thema Fehlerkultur in der Justiz auf die Unterschiede in den Auswirkungen eines fehlerhaften Verhaltens für Richter und Anwälte hin: Anwälten drohe die Haftung, Richter schützen das Spruchrichterprivileg und die hohen Anforderungen an den Rechtsbeugungsvorsatz. Die Anhörungsrüge führe kaum je zum Erfolg. Auch fehle eine an sich notwendige Offenheit, was sich etwa an der fehlenden Dokumentation der strafgerichtlichen Hauptverhandlung ablesen lasse. Auch im Umgang mit fehlerhaften Haftentscheidungen fehle eine notwendige Aufarbeitung, die auch für die Entscheider von Bedeutung sei. Daher sei Supervision wünschenswert.

## Ämter und Mitgliedschaften
- Seit 2024 Vorsitzende des Europa-Ausschusses der Bundesrechtsanwaltskammer
- Mitglied des Deutschen Anwaltsverein (DAV), viele Jahre im Strafrechtsausschuss aktiv, 2021 im CSR (Corporate Social Responsibility und Compliance)-Ausschuss[10][11]
- 2021: Präsidentin des Rates der europäischen Anwaltschaften (CCBE); erste deutsche Rechtsanwältin in dieser Funktion[10]
- 2004 bis 2009: Präsidentin der Rechtsanwaltskammer Berlin, erste Frau in diesem Amt.[7]
- 1999 bis 2011: Vorstandsmitglied der Rechtsanwaltskammer Berlin

## Schriften

### Monografien
- Margarete von Galen: Die rechtliche Situation weiblicher Flüchtlinge in der Bundesrepublik Deutschland (= Arbeitsheft). Berliner Institut für Vergleichende Sozialforschung, Berlin 1992, ISBN 3-88402-108-7.
- Margarete Gräfin von Galen: Rechtsfragen der Prostitution. Das Prostitutionsgesetz und seine Auswirkungen. Beck Juristischer Verlag, München 2004, ISBN 3-406-51005-1 (Dissertation, Universität Bern, 2004).

### Herausgeberschaften
- Mit-Herausgeberin der Neuen Zeitschrift für Strafrecht[12]
- Beiratsmitglied der Zeitschrift für Wirtschaftsstrafrecht und Haftung im Unternehmen[12]
- Margarete Gräfin von Galen (Hrsg.): Gesetz zum Schutz von in der Prostitution tätigen Personen. Kommentar. C. H. Beck Verlag, München 2024, ISBN 978-3-406-72338-4.

### Aufsätze
- Margarete Gräfin von Galen: Macht und Ohnmacht vor Gericht. In: Strafverteidiger (StV) 2024, S. 706–714.